# Sarcophaga setulosa
Sarcophaga setulosa är en tvåvingeart som först beskrevs av Wulp 1895.  Sarcophaga setulosa ingår i släktet Sarcophaga och familjen köttflugor. Inga underarter finns listade i Catalogue of Life.